# Cardiolipina

Cardiolipina

La cardiolipina (difosfatidilglicerolo) è un fosfolipide della famiglia dei glicerofosfolipidi che rappresenta il 20% circa delle molecole della membrana interna mitocondriale, ma si può trovare anche nella membrana plasmatica degli organismi procarioti. Questa evidenza potrebbe rappresentare una prova a favore della teoria endosimbiontica. 
La cardiolipina è responsabile della forte impermeabilità della membrana interna ai protoni.
Il suo nome è dovuto al fatto che fu scoperta per la prima volta nelle cellule cardiache.
In malattie in cui si ha un forte rimaneggiamento cellulare, come la sifilide, la cardiolipina può essere liberata dalle cellule, stimolando la formazione di anticorpi diretti contro di essa che prendono il nome di reagine, la cui presenza è accertata con la reazione di Wassermann. Questa reazione tuttavia risulta positiva anche per diverse altre condizioni, quali Lupus eritematoso sistemico, malaria e tubercolosi; non si tratta perciò di un test dall'elevata specificità, sebbene sia molto sensibile per la sifilide.
Le cardiolipine, presentano un carattere anfipatico ed anfolitico, essendo formate da due glicerofosfolipidi, in particolare due molecole di acido fosfatidico, che si legano tramite legame fosfodiesterico ad un glicerolo centrale.